# Guadahortuna
Guadahortuna è un comune spagnolo di 2 265 abitanti situato nella comunità autonoma dell'Andalusia.